# لاگوآ دو اورو
لاگوآ دو اورو (به پرتغالی: Lagoa do Ouro) یک منطقهٔ مسکونی در برزیل است که در پرنامبوکو واقع شده‌است. لاگوآ دو اورو ۱۹۸٫۷۶۰ کیلومتر مربع مساحت و ۱۳٬۲۲۴ نفر جمعیت دارد و ۶۵۳ متر بالاتر از سطح دریا واقع شده‌است.